# Manifestaciones en Georgia (1978)
Las Manifestaciones Georgianas de 1978 ocurrieron el 14 de abril de 1978 en Tiflis, capital de la República Socialista Soviética de Georgia como respuesta al intento del Partido Comunista de cambiar el estatus constitucional del idioma georgiano.
Después de la aprobación en octubre de la nueva Constitución de la Unión Soviética de 1977, Moscú intentó equiparar la oficialidad del ruso con la del georgiano en Georgia.
Se afirmó que la Constitución de la Unión Soviética de 1977 eliminaba la oficialidad del georgiano en Georgia, a diferencia de la Constitución de la Unión Soviética de 1936. Ni una constitución ni la otra hacían referencia al estatus de los idiomas nacionales.
Se dieron numerosas protestas, pero el Partido Comunista de Georgia se atribuyó el mérito de haber negociado con Moscú que el idioma georgiano retuviese su estatus oficial.
El resultado, interpretado como un triunfo del nacionalismo georgiano, levantó temores en Abjasia, la república autónoma del noroeste de Georgia, que solicitó a Moscú dejar de depender de Tiflis sin conseguirlo. 

## Antecedentes
A finales de la década de 1970 se produjo un resurgimiento del movimiento nacionalista georgiano radicalizado, que alarmó a las minorías nacionales, especialmente en Abjasia, donde empezaban los primeros roces interétnicos. El movimiento disidente georgiano tenía un fuerte componente antirruso, y a en abril de 1977 el KGB detuvo a Merab Kostava y Zviad Gamsajurdia.
Las detenciones no tuvieron el efecto de aplacar la agitación nacionalista, sino que surgieron nuevos líderes jóvenes, como Tamar Chkheidze, Avtandil Imnadze, después Giorgi Chanturia, e Irakli Tsereteli, apoyaron a los líderes encarcelados, y surgieron diversas publicaciones clandestinas.
Sin embargo, en ese periodo la república produjo el mayor índice de graduados superiores de la URSS, con escasa vinculación al Partido Comunista y a la Nomenklatura, y con fuertes sentimientos antisoviéticos.

## Situación del idioma georgiano
Las tres repúblicas transcaucásicas (Georgia, Armenia y Azerbaiyán) fueron las tres únicas de la URSS cuyas lenguas nacionales fueron consideradas idioma oficial.
Cuando a principios de 1978 se desarrollaron las nuevas constituciones de las Repúblicas de la Unión, para adaptarse a la recién aprobada Constitución de la Unión Soviética de 1977, hubo un intento de las autoridades soviéticas de solventar esta anomalía de las tres repúblicas transcaucásicas, incluyendo una cláusula que equiparaba las equiparaba con el ruso en su carácter de estatus oficial.
La medida fue muy impopular, ya que el idioma en Georgia es un tema muy sensible y una reacción negativa era predecible desde que dos años antes, en abril de 1976, las instituciones educativas superiores habían sugerido impartir la enseñanza en ruso, provocando mucho malestar. Aunque Azerbaiyán se mantuvo en calma, los acontecimientos se desarrollaron de manera dramática en Georgia, y luego se extendieron a Armenia.

## Protestas
Las manifestaciones surgieron en toda Georgia, alcanzando su punto de mayor tensión el 14 de abril de 1978 en Tiflis, el día en que el Soviet Supremo de Georgia fijó para la ratificación. Se calculó que unos 20.000 manifestantes tomaron las calles, principalmente estudiantes universitarios. Muchos intelectuales, incluido un venerable anciano de 80 años, el lingüista Akaki Shanidze, se manifestaron contra la reforma del Artículo 75 (que establecía el estatus exclusivo del georgiano como lengua oficial), y se lanzaron consignas para la resistencia en toda la nación. 
Los manifestantes marcharon en dirección a la Casa de Gobierno en el centro de Tiflis. Las jefes de la militsia (policía) establecieron un bloqueo parcial de la marcha, pero unas 5.000 personas consiguieron llegar al edificio, que fue rápidamente rodeado por el ejército soviético. El resto de los manifestantes se quedó en los alrededores de la Universidad Estatal de Tiflis. Como la situación amenazó con volverse peligrosa, y se extendieron rumores que decían que las tropas soviéticas se preparaban para la acción, Eduard Shevardnadze, Primer Secretario del Comité Central del Partido Comunista de Georgia, se dirigió a los manifestantes y les recordó la masacre del 9 de marzo de 1956 en Tiflis, disuelta a tiros por el ejército soviético.
Aunque Shevardnadze fue abucheado en un primer momento, reaccionó rápidamente, solicitando el permiso de Moscú para mantener el artículo 75 inalterado. Después de que Shevardnadze mostrara sus simpatía hacia la causa, anunció que en la redacción final se aseguraba al idioma georgiano el estatus de idioma oficial de Georgia. Los manifestantes empezaron a marcharse poco a poco.

## Consecuencias
Después de las concesiones sin precedentes a la opinión pública, las autoridades soviéticas alarmadas por las manifestaciones masivas de Georgia, desistieron de enmendar las constituciones de Armenia y Azerbaiyán en el mismo sentido, y declararon el armenio y azerí como idiomas oficiales en sus respectivas repúblicas, sin esperar a que se diesen reacciones similares.

### Reacción abjasia
El tema de los idiomas en las repúblicas transcaucásicas reveló la sensibilidad de los problemas nacionalistas en la región. El resurgimiento del movimiento nacionalista georgiano, tuvo su reflejo en las minorías, especialmente la abjasia, que interpretó las concesiones soviéticas como una retirada frente al nacionalismo georgiano, y vio en ello su oportunidad de separarse de Georgia. En mayo de 1978, varios miles de nacionalistas abjasios se reunieron en el pueblo de Lyjny en apoyo a los 130 comunistas abjasios que habían firmado una carta dirigida a Moscú, demandando que la República Autónoma Socialista Soviética de Abjasia fuese transferida de Georgia a la RSFS de Rusia. El Kremlin envió a Sujumi  I.V. Kapitonov, Secretario del Comité Central del Partido Comunista, e instaló como nuevo líder del partido en Abjasia a Boris Adleiba.
Kapitonov declaró que no se iba a permitir la secesión, pero que el gobierno conocía la seriedad de los problemas abjasios, y organizaría un plan "para el desarrollo de la economía y la cultura de la RSSA de Abjasia". Se destinaron 500 millones de rublos extra, en un plazo de siete años, para la inversión económica, la construcción de carreteras, y ventajas culturales como la creación de la Universidad Estatal de Abjasia (con secciones en abjasioo, georgiano y ruso), la creación del Grupo Estatal de Danzas Populares en Sujumi, y una cadena de televisión en abjasio. También se establecieron cuotas étnicas para ciertos puestos burocráticos, dando un nivel de poder desproporcionado a su estatus de minoría en la república autónoma.

### Descontento georgiano en Abjasia
La población étnicamente georgiana de Abjasia, protestó por la discriminación que sufría por parte del Partido Comunista de Abjasia, y exigió un acceso igualitario a las estructuras autónomas. En 1981, al menos en cinco manifestaciones la cuestión abjasia volvió a surgir en conexión con la defensa del idioma, historia y cultura georgianas, aunque también demandaban la liberación de Avtandil Imnadze, detenido por tomar fotografías durante las manifestaciones del 14 de abril de 1978.

### Acontecimientos posteriores
Shevarnadze cedió a la presión popular sin ser castigado o reprendido por Moscú, probablemente debido al éxito de su política económica, intentó neutralizar el movimiento disidente para mantener su popularidad y lealtad de dirigente comunista. Después de la intensa presión de las autoridades, el movimiento nacional sufrió un retroceso en abril de 1979, con la detención de Zviad Gamsajurdia, que fue perdonado después de admitir "sus errores de juicio" en la televisión nacional. Merab Kostava, estrecho colaborador de Gamsajurdia, se negó a claudicar, manteniéndose como indiscutible líder del movimiento disidente, hasta su liberación en 1987 y su misteriosa muerte en un accidente de coche.
Las medidas antinacionalistas incluyeron la destitución de Akaki Bakradze, un popular catedrático que daba clases de literatura en la Universidad Estatal de Tiflis y era conocido por sus sentimientos antisoviéticos. En marzo de 1981, unos 1000 estudiantes se manifestaron consiguiendo la restitución de Bakradze. Un mes más tarde, un nutrido grupo de estudiantes e intelectuales se manifestó en defensa de los "derechos nacionales georgianos", y entregaron al líder del Partido Comunista Georgiano un documento titulado "Las demandas del pueblo georgiano". La petición incluía la propuesta de protección del estatus del idioma georgiano, impulsar la enseñanza de la Historia de Georgia, la conservación de los monumentos históricos georgianos, y la protección a los georgianos de Abjasia.
Otras protestas tuvieron lugar en Mtskheta en octubre de 1981, cuando 2.000 personas se manifestaron la defensa del idioma georgiano. La inestabilidad continuó y, en 1982, los intelectuales protestaron contra la detención de disidentes con cargos falsos.

## Legado
Las manifestaciones de abril de 1978 son consideradas por muchos como el inicio de la nueva etapa del movimiento nacionalista georgiano, que lideró la expansión de la resistencia contra el régimen soviético a finales de la década de 1980, y la declaración de la independencia georgiana el 9 de abril de 1991. Desde 1990, el 14 de abril es considerado el "Dia del Idioma Georgiano", aunque no es una fiesta oficial, es la fecha para conmemorar los hechos de 1978 y resumir lo que ha conseguido la nación durante los pasados años en los campos de la enseñanza e investigación.